# 에마뉘엘 레비나스
에마뉘엘 레비나스(프랑스어: Emmanuel Levinas, 1906년 1월 12일 ~ 1995년 12월 25일)는 프랑스 철학자이자 탈무드 주석가로 에드몽 자베스와 더불어 프랑스어권에서 가장 중요한 유대계 작가로도 주목받는다.
엠마누엘리스 레비나스(이후에 프랑스어 철자법에 맞추어 에마뉘엘 레비나스:Emmanuel Levinas가 됨)는 리투아니아에서 전통적인 유대교 교육을 받았다. 1923년 프랑스로 유학해 철학을 공부하다가 1928∼1929년 독일 프라이부르크 대학에서 에드문트 후설과 마르틴 하이데거의 수업을 들으면서 현상학을 연구한 뒤 1930년 <후설 현상학에서의 직관 이론>으로 박사학위를 받았다. 레비나스는 처음에 후설과 하이데거의 현상학을 프랑스에 처음 소개한 현상학 연구자로 활동했다. 제2차 세계 대전 이후에 레비나스는 탈무드를 연구하였다. 이것은 그가 자신의 생애 후반기에 영향을 끼쳤다고 인정한, 수수께끼의 인물인 "무슈 슈샤니"(Monsieur Chouchani)의 영향을 받아 이루어진 일이었다. 이후 1961년 <전체성과 무한>으로 국가박사학위를 취득하면서 ‘타자성의 철학’을 개진한 철학자로 서서히 명성을 얻게 된다. 이 논문을 심사한 얀 켈레비치는 “당신이 여기 내 자리에 앉아야 했을 텐데요”라고 극찬했고, 폴 리쾨르는 그때 이미 그의 연구의 중요성을 간파했는지 <전체성과 무한>의 논문 심사가 끝난 뒤 “이제부터는 그를 눈여겨봐야 할 것”이라고 말했다고 한다.
이후 그는 푸아티에 대학과 소르본 대학에서 학생들을 가르치면서 연구에 매진했으며, 말년으로 갈수록 점점 더 그의 철학은 중요성을 인정받게 된다. 현재는 서양철학의 전통에서 유례를 찾을 수 없는 독특한 윤리적 사유로 각광을 받으며 그에 대한 활발한 연구가 이루어지고 있다. 특별히 폴 리쾨르와 자크 데리다는 그의 사유를 통해 자신들의 사유를 발전시켜 나간 것으로 잘 알려져 있다. 현재 레비나스의 철학은 프랑스 현상학의 영역뿐만 아니라 윤리학, 철학, 사회철학, 정치철학의 맥락으로까지 확장되어 유럽과 영미권을 중심으로 매우 폭넓게 연구되고 있다. 이제 레비나스의 철학은 나, 타인, 삶의 의미와 정의 등의 문제에 대해 진지하게 고민하는 사람이라면 꼭 짚고 넘어가야 할 철학으로 자리 잡았다고 해도 과언이 아니다. 동일자로서의 ‘나 또는 개인’을 중심으로 한 자기성의 철학과 윤리가 대세를 이루는 서양철학에서뿐만 아니라, 동일자로 타자를 흡수하며 동일자 아래서 개별자를 사유하는 경향이 아직도 강하게 남아 있는 작금의 시대 상황 속에서, 타자성의 철학과 타인과의 관계로서의 정의를 추구한 그의 사유는 앞으로도 커다란 울림을 우리에게 선사할 것이다.

## 같이 보기
- 유대 철학
- 마르틴 부버
- 자크 데리다
- 스탠퍼드 철학 백과사전